# Eurovision Song Contest 1974

Deltagande länder.
Länder som tävlat förut men inte deltog 1974.

Eurovision Song Contest 1974 sändes den 6 april 1974 från The Dome i Brighton i Storbritannien. Storbritannien hade kommit trea året innan och eftersom varken ettan Luxemburg eller tvåan Spanien hade möjlighet att arrangera tävlingen föll lotten på BBC.
Frankrike hade anmält sitt deltagande och utsett ett bidrag; La vie à vingt-cinq ans att sjungas av Dani, Danièle Graule, men landet drog sig ur tävlingen med respekt för att den franske presidenten Georges Pompidou nyligen hade avlidit och att dennes begravning var samma dag som tävlingen. Malta skulle också delta i tävlingen men drog sig ur av en okänd anledning.
Pausunderhållningen kan ha tett sig ovanlig i olika länder då den utgjordes av figurer från barnprogrammet The Wombles.

## Sändningen
Sverige representerades detta år av Abba med bidraget Waterloo, skriven av Benny Andersson, Björn Ulvaeus och Stig Anderson. Dirigent var Sven-Olof Walldoff som, precis som i den svenska uttagningen, var utklädd till Napoleon. Med sig på scenen hade Abba även musikerna Ola Brunkert och Rutger Gunnarsson. Bidraget fick som mest fem poäng från två enskilda länder – Finland och Schweiz.
För fjärde gången var Katie Boyle programledare. Hennes klänning var alldeles för trång och fick sys om under natten före själva festivalen. Dessutom blev hennes underkläder synliga för kamerorna genom strålkastarljuset, vilket ledde till att hon fick ta av dem. Under hela sändningen fick hon skyla sig med sina replikkort så mycket som möjligt.

## Återkommande artister
| Land    | Artist                              | Tidigare år | Tidigare placering |
| ------- | ----------------------------------- | ----------- | ------------------ |
| Italien | Gigliola Cinquetti                  | 1964        | 1:a                |
| Monaco  | Romuald                             | 1964        | 3:e                |
| Monaco  | Romuald                             | 19691       | 11:e               |
| Norge   | Anne-Karine Strøm & Bendik Singers2 | 1973        | 7:e                |

11969 tävlade Romuald för Luxemburg.
21973 tävlade Anne Karine Strøm som medlem i Bendik Singers.

## Bidragen
| Nr | Land           | Artist                             | Sång                                                              | Översättning | Språk        | Placering | Poäng |
| -- | -------------- | ---------------------------------- | ----------------------------------------------------------------- | ------------ | ------------ | --------- | ----- |
| 1  | Finland        | Carita                             | Keep Me Warm                                                      | —            | Engelska     | 13        | 4     |
| 2  | Storbritannien | Olivia Newton-John                 | Long Live Love                                                    | —            | Engelska     | 4         | 14    |
| 3  | Spanien        | Peret                              | Canta y sé feliz                                                  | —            | Spanska      | 9         | 10    |
| 4  | Norge          | Anne-Karine Strøm & Bendik Singers | The First Day of Love                                             | —            | Engelska     | 14        | 3     |
| 5  | Grekland       | Marinella                          | Krasi, Thalassa Ke T' Agori Mou (Κρασί, θάλασσα και τ' αγόρι μου) | —            | Grekiska     | 11        | 7     |
| 6  | Israel         | Poogy                              | Natati La Khayay (נתתי לה חיי)                                    | —            | Hebreiska    | 7         | 11    |
| 7  | Jugoslavien    | Korni Grupa                        | Moja generacija (Генерација '42)                                  | —            | Serbiska     | 12        | 6     |
| 8  | Sverige        | Abba                               | Waterloo                                                          | —            | Engelska     | 1         | 24    |
| 9  | Luxemburg      | Ireen Sheer                        | Bye Bye I Love You                                                | —            | Franska      | 4         | 14    |
| 10 | Monaco         | Romuald                            | Celui qui reste et celui qui s’en va                              | —            | Franska      | 4         | 14    |
| 11 | Belgien        | Jacques Hustin                     | Fleur de liberté                                                  | —            | Franska      | 9         | 10    |
| 12 | Nederländerna  | Mouth & MacNeal                    | I See a Star                                                      | —            | Engelska     | 3         | 15    |
| 13 | Irland         | Tina                               | Cross Your Heart                                                  | —            | Engelska     | 7         | 11    |
| 14 | Västtyskland   | Cindy & Bert                       | Die Sommermelodie                                                 | —            | Tyska        | 14        | 3     |
| 15 | Schweiz        | Piera Martell                      | Mein Ruf nach dir                                                 | —            | Tyska        | 14        | 3     |
| 16 | Portugal       | Paulo de Carvalho                  | E Depois do Adeus                                                 | —            | Portugisiska | 14        | 3     |
| 17 | Italien        | Gigliola Cinquetti                 | Sì                                                                | —            | Italienska   | 2         | 18    |

## Omröstningen
Varje lands jury bestod detta år av tio medlemmar, där varje medlem hade en röst att lägga på sin favorit.
Sverige tog ledningen direkt efter första röstningsomgången. Sedan började Italien och Belgien ett tag komma ikapp, men Sverige drog iväg på nytt och behöll ledningen från första röstningsomgången fram till tävlingens slut.
Själva omröstningen förflöt inte helt utan problem. När Spanien gav Irland två röster, registrerades av misstag tolv, vilket dock korrigerades snabbt. Ett annat problem med omröstningen var själva upplägget. Inför detta års festival fick jurygrupperna avlägga sina röster i slumpmässig ordning, vilket gjorde det svårt för publik och tv-tittare att veta hur många länder som återstod att rösta. Detta system användes inte igen förrän 2004.
ABBA hindrade genom sin vinst andraplacerade Gigliola Cinquetti att vinna sin andra seger i Eurovision Song Contest, något som (fram till och med år 2024) endast Johnny Logan och Loreen lyckats med långt senare.
| Röster (→) Bidrag (↓) | Totalt | FI | LU | IL | NO | UK | YU | GR | IE | DE | PT | NL | SE | ES | MC | CH | BE | IT |
| --------------------- | ------ | -- | -- | -- | -- | -- | -- | -- | -- | -- | -- | -- | -- | -- | -- | -- | -- | -- |
| Finland               | 4      |    |    | 2  |    | 1  |    |    | 1  |    |    |    |    |    |    |    |    |    |
| Storbritannien        | 14     | 1  |    |    |    |    | 4  | 1  | 1  | 2  |    |    |    |    |    | 1  | 1  | 3  |
| Spanien               | 10     |    | 1  |    | 2  |    |    |    |    | 1  | 2  | 1  |    |    | 3  |    |    |    |
| Norge                 | 3      |    |    |    |    |    |    |    |    |    |    |    | 1  |    | 1  |    | 1  |    |
| Grekland              | 7      |    |    |    |    |    |    |    |    |    | 1  | 4  | 2  |    |    |    |    |    |
| Israel                | 11     |    |    |    |    | 2  |    |    | 1  |    | 2  | 2  | 1  |    |    |    |    | 3  |
| Jugoslavien           | 6      | 1  |    |    |    |    |    |    |    |    | 1  |    |    | 1  |    |    | 1  | 2  |
| Sverige               | 24     | 5  | 1  | 2  | 2  |    | 1  |    | 1  | 2  | 1  | 3  |    | 1  |    | 5  |    |    |
| Luxemburg             | 14     |    |    | 2  |    |    | 2  | 1  | 3  | 1  |    |    |    | 1  | 1  |    | 1  | 2  |
| Monaco                | 14     |    | 2  | 1  | 1  |    |    |    | 1  | 2  | 1  |    | 1  | 2  |    | 1  | 2  |    |
| Belgien               | 10     |    | 3  |    | 2  |    |    | 5  |    |    |    |    |    |    |    |    |    |    |
| Nederländerna         | 15     | 1  |    | 1  | 1  |    | 3  | 2  | 1  | 1  | 1  |    | 3  |    |    |    | 1  |    |
| Irland                | 11     |    | 2  | 1  | 2  | 1  |    |    |    |    |    |    | 2  | 2  | 1  |    |    |    |
| Västtyskland          | 3      |    |    |    |    |    |    | 1  |    |    |    |    |    |    |    | 1  | 1  |    |
| Schweiz               | 3      |    |    |    |    | 1  |    |    |    | 1  |    |    |    |    |    |    | 1  |    |
| Portugal              | 3      |    |    |    |    |    |    |    |    |    |    |    |    | 1  |    | 2  |    |    |
| Italien               | 18     | 2  | 1  | 1  |    | 5  |    |    | 1  |    | 1  |    |    | 2  | 4  |    | 1  |    |